# Limburgse Handbal Dagen 2000
De Limburgse Handbal Dagen 2000 is de dertiende editie van het Limburgse mannen handbaltoernooi. Het toernooi werd gespeeld in zowel Glanerbrook te Geleen als in de Stadssporthal te Sittard.
De dertiende editie kenmerkte zich door grote problemen in het deelnemersveld. Maar liefst 3 ploegen zegden op het laatste moment af. Maar het lukte met veel inspanning alsnog een aantal aansprekende ploegen naar Limburg te halen. Zo deed met de nationale selectie van Litouwen voor het eerst een landenploeg mee aan de LHD. De Limburgse ploegen hadden pech, want als gevolg van een slechter doelsaldo wist voor het eerst sinds 1993 geen van hen de kruisfinales te bereiken. Winnaar werd uiteindelijk een Deense ploeg, Team Tvis Holstebro, dat de nationale ploeg van Litouwen versloeg met 26-17.

## Deelnemende teams
| Ploeg                  | Land       |
| ---------------------- | ---------- |
| Cuypers/BFC            | Nederland  |
| SKP Frydek Mistek      | Tsjechië   |
| Litouwen               | Litouwen   |
| MSK Povážská Bystrica  | Slowakije  |
| Prevent Slovenj Gradec | Slovenië   |
| Primaz/Sittardia       | Nederland  |
| Team Tvis Holstebro    | Denemarken |
| Hirschmann/V&L         | Nederland  |

## Poulewedstrijden

### Donderdag 28 december
| WEDSTRIJD                                      | UITSLAG | TIJD    | PLAATS  |
| ---------------------------------------------- | ------- | ------- | ------- |
| Cuypers/BFC - SKP Frýdek Místek                | 23 - 29 | 15.00 u | Geleen  |
| Hirschmann/V&L - Litouwen                      | 26 - 23 | 17.00 u | Geleen  |
| Team Tvis Holstebro - Cuypers/BFC              | 29 - 19 | 17.00 u | Geleen  |
| MSK Povážská Bystrica - Hirschmann/V&L         | 20 - 25 | 21.00 u | Geleen  |
|                                                |         |         |         |
| WEDSTRIJD                                      | UITSLAG | TIJD    | PLAATS  |
| Primaz/Sittardia - Team Tvis Holstebro         | 27 - 31 | 15.00 u | Sittard |
| Prevent Slovenj Gradec - MSK Povážská Bystrica | 29 - 26 | 17.00 u | Sittard |
| SKP Frýdek Místek - Primaz/Sittardia           | 29 - 31 | 17.00 u | Sittard |
| Prevent Slovenj Gradec - Litouwen              | 26 - 31 | 21.00 u | Sittard |

### Vrijdag 29 december
| WEDSTRIJD                               | UITSLAG | TIJD    | PLAATS  |
| --------------------------------------- | ------- | ------- | ------- |
| Team Tvis Holstebro - SKP Frýdek Místek | 23 - 25 | 13.00 u | Geleen  |
| Prevent Slovenj Gradec - Hirschmann/V&L | 26 - 21 | 15.00 u | Geleen  |
| Cuypers/BFC - Primaz/Sittardia          | 24 - 26 | 13.00 u | Sittard |
| Litouwen - MSK Povážská Bystrica        | 31 - 26 | 15.00 u | Sittard |

Poule A
| Pos | Club                | Gs | Pnt | Dv | Dt |
| --- | ------------------- | -- | --- | -- | -- |
| 1   | Team Tvis Holstebro | 3  | 4   | 83 | 71 |
| 2   | SKP Frydek-Mistek   | 3  | 4   | 83 | 77 |
| 3   | Primaz/Sittardia    | 3  | 4   | 84 | 84 |
| 4   | Cuypers/BFC         | 3  | 0   | 66 | 84 |

Poule B
| Pos | Club                   | Gs | Pnt | Dv | Dt |
| --- | ---------------------- | -- | --- | -- | -- |
| 1   | Litouwen               | 3  | 4   | 85 | 78 |
| 2   | Prevent Slovenj Gradec | 3  | 4   | 85 | 78 |
| 3   | Hirschmann/V&L         | 3  | 4   | 72 | 69 |
| 4   | MSK Povazska Bystrica  | 3  | 0   | 72 | 85 |

| Kleur | Kwalificatie voor |
| ----- | ----------------- |
|       | Kruisfinales      |

## Kruisfinales

### Vrijdag 29 december
| WEDSTRIJD                                    | UITSLAG | TIJD    | PLAATS |
| -------------------------------------------- | ------- | ------- | ------ |
| SKP Frydek-Mistek - Litouwen                 | 29 - 37 | 19.00 u | Geleen |
| Team Tvis Holstebro - Prevent Slovenj Gradec | 28 - 25 | 21.00 u | Geleen |

## Finales

### Zaterdag 30 december
| WEDSTRIJD                                  | UITSLAG          | TIJD             | PLAATS           |
| Om plaats 7 en 8                           | Om plaats 7 en 8 | Om plaats 7 en 8 | Om plaats 7 en 8 |
| ------------------------------------------ | ---------------- | ---------------- | ---------------- |
| Cuypers/BFC - MSK Povazska Bystrica        | 18 - 29          | 12.00 u          | Geleen           |
| Om plaats 5 en 6                           |                  |                  |                  |
| Primaz/Sittardia - Hirschmann/V&L          | 28 - 31          | 14.00 u          | Geleen           |
| Kleine finale                              |                  |                  |                  |
| SKP Frydek-Mistek - Prevent Slovenj Gradec | 24 - 20          | 16.00 u          | Geleen           |
| Finale                                     |                  |                  |                  |
| Team Tvis Holstebro - Litouwen             | 26 - 17          | 19.00 u          | Geleen           |

|                                |
| Vlag van Denemarken            |
| Team Tvis Holstebro 1ste titel |

## Eindklassering
| 1. | Team Tvis Holstebro    |
| 2. | Litouwen               |
| 3. | SKP Frydek-Mistek      |
| 4. | Prevent Slovenj Gradec |
| 5. | Hirschmann/V&L         |
| 6. | Primaz/Sittardia       |
| 7. | MSK Povazska Bystrica  |
| 8. | Cuypers/BFC            |

1988 · 1989 · 1990 · 1991 · 1992 · 1993 · 1994 · 1995 · 1996 · 1997 · 1998 · 1999 · 2000 · 2001 · 2002 · 2003 · 2004 · 2005 · 2006 · 2007 · 2008 · 2009 · 2010 · 2011 · 2012 · 2013 · 2014 · 2015 · 2016 · 2017